# Grip asiàtica
La grip asiàtica va ser una pandèmia de grip provocada pel virus H2N2 i que es va iniciar a Pequín (Xina) l'any 1957. Es va estendre a Hong Kong i Singapur, després a la resta de la Xina, a l'Índia i la resta d'Àsia. Va tenir una alta mortalitat, amb estimacions d'al voltant de 1,1 milions de persones mortes per causa de la pandèmia.
Més tard es va propagar a Àfrica i finalment a Europa i Amèrica, de manera que en menys de deu mesos des del seu començament ja tenia abast mundial. Aquesta ràpida difusió es va produir a causa de les ràpides mutacions del virus però també hi va influir, respecte d'altres pandèmies anteriors, l'augment de la rapidesa dels transports i els vols internacionals.